# Óscar Rodríguez Garaicoechea
Óscar Rodríguez Garaicoechea (Burlada, Navarra, 6 de maio de 1995) é um ciclista espanhol que compete com a equipa Movistar Team.

## Trajetória
Estreiou como profissional com a equipa Euskadi Basque Country-Murias em 2017 onde esteve como estagiário um ano antes. Como amador destacou ganhando a Volta a Palencia de 2016.
Como profissional, seu maior sucesso é sua vitória na 13.ª etapa da Volta a Espanha de 2018, com final em La Camperona. Nesse ano conseguiu também o 2.º posto na classificação dos jovens da Volta a Portugal.
As temporadas de 2020 e 2021 militou na equipa cazaque Astana. Em setembro desse segundo ano fez-se oficial seu contrato pela equipa navarra Movistar Team para as duas seguintes temporadas.

## Palmarés
- 2018
  - 1 etapa da Volta a Espanha

## Resultados em Grandes Voltas
| Corrida | Corrida         | 2017 | 2018 | 2019 | 2020 | 2021 |
| ------- | --------------- | ---- | ---- | ---- | ---- | ---- |
|         | Giro d'Italia   | —    | —    | —    | 45.º | —    |
|         | Tour de France  | —    | —    | —    | —    | —    |
|         | Volta a Espanha | —    | 51.º | 22.º | —    | Ab.  |

—: não participa

Ab.: abandono

## Equipas
- Euskadi Basque Country-Murias (2017-2019)
- Astana[5] (2020-2021)
  - Astana Pro Team (2020)
  - Astana-Premier Tech (2021)
- Movistar[6] (2022-)